# الشركة الصينية الحكومية لبناء السفن

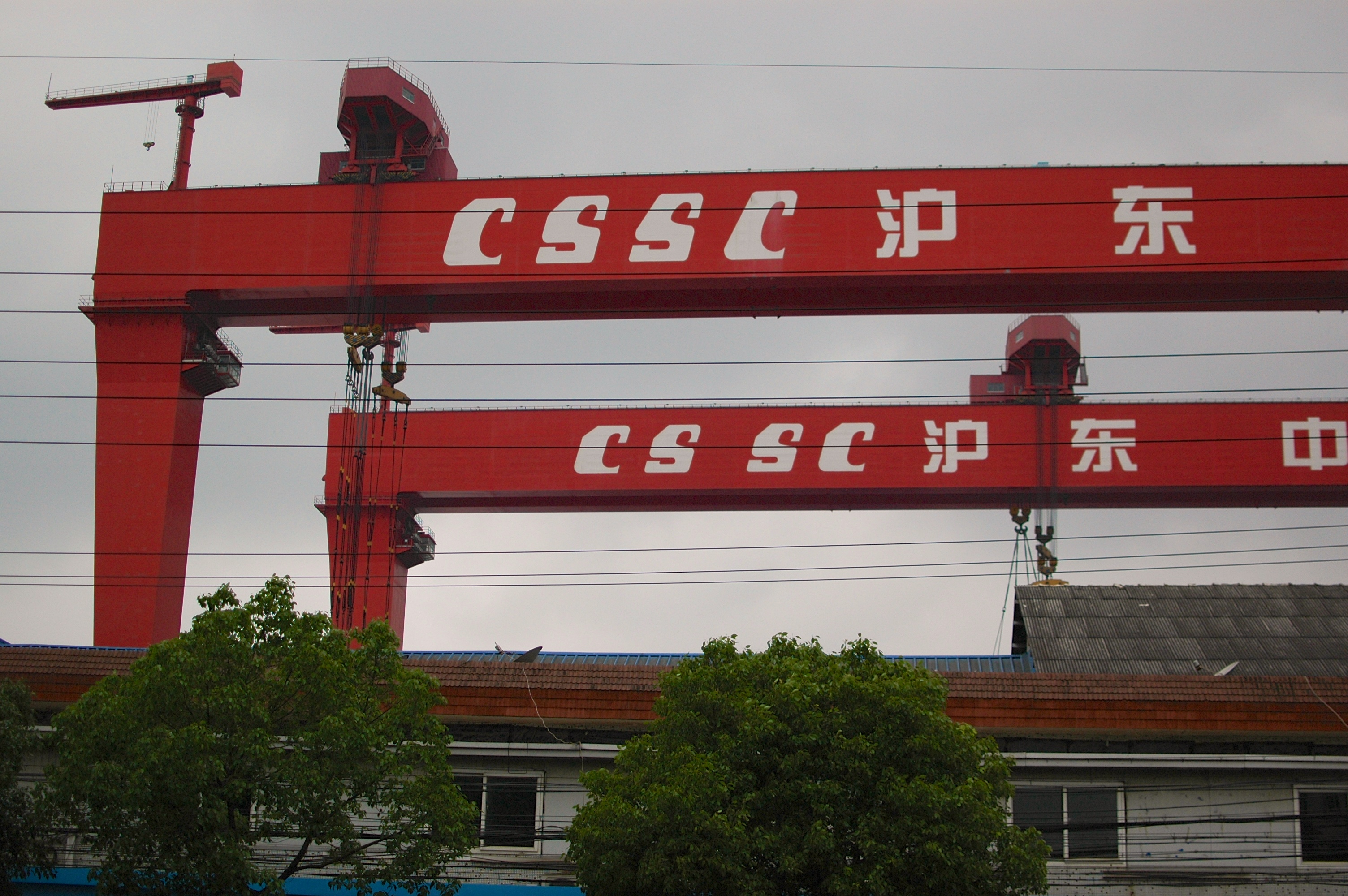
الرافعات الجسرية للشركة الصينية الحكومية لبناء السفن في يونيو 2012

الشركة الصينية الحكومية لبناء السفن ( CSSC ) هي شركة صينية لبناء السفن .

## وصف
تعد الشركة الصينية الحكومية لبناء السفن واحدة من أفضل 10 مجموعات دفاعية في الصين.  وهي تتألف من العديد من أحواض بناء السفن ومصنعي المعدات ومعاهد البحوث والشركات المرتبطة ببناء السفن والتي تقوم ببناء السفن المدنية والعسكرية. وهي تمتلك بعضًا من أشهر شركات بناء السفن في الصين، مثل شركة داليان لصناعة بناء السفن ، وحوض جيانغنان لبناء السفن، وهودونغ تشونغهوا لبناء السفن ، وقوانغتشو هوانغبو لبناء السفن  وحوض بناء السفن قوانغتشو وينتشونغ.  فرعها ،الشركة الصين الحكومية لبناء السفن القابضة المحدودة (SSE)، مدرج في بورصة شنغهاي ، ويمتلك بدوره شركات تابعة أخرى بما في ذلك شنغهاي وايجاوتشياو لبناء السفن .  اعتبارًا من عام 2022، تقوم الشركة الصينية الحكومية لبناء السفن ببناء حوالي 41 بالمائة من جميع السفن.  يتم بناء جميع سفنها وفقًا للمواصفات العسكرية، وفقًا لعقيدة الحكومة الصينية . 

### العقوبات الامريكية على الصين
في نوفمبر 2020، مُنعت الكيانات الأمريكية بموجب الأمر التنفيذي الرئاسي الأمريكي رقم 13959 من امتلاك أسهم في الشركات - بما في ذلك الشركة الصينية الحكومية لبناء السفن - المرتبطة بجيش التحرير الشعبي الصيني من قبل وزارة الدفاع الأمريكية .   

## أنظر أيضاً
- هو تشوانزي ، الرئيس التنفيذي السابق لـلشركة
- قائمة أكبر أحواض بناء السفن